# Ochodaeus solskii
Ochodaeus solskii là một loài bọ cánh cứng trong họ Ochodaeidae. Loài này được Semenow miêu tả khoa học đầu tiên năm 1891.